# Pósfalva
Pósfalva (szlovákul: Pušovce) község Szlovákiában, az Eperjesi kerület Eperjesi járásában.

## Fekvése
Eperjestől 17 km-re északkeletre, a Szekcső-patak és a Tapoly között fekszik.

## Története
A 18. század végén Vályi András így ír róla: „PÓSFALVA. Posovce. Tót falu Sáros Vármegyében, földes Urai több Uraságok, lakosai külömbfélék, határjának kisebb része hegyes, melly közép termékenységű, réttye kétszer kaszáltatik, legelője, fája elég van, piatzozása sints meszsze, első osztálybéli.”
Fényes Elek 1851-ben kiadott geográfiai szótárában így ír a faluról: „Pósfalu, Pussowcze, tót falu, Sáros vmegyében, ut. p. Eperjeshez kelet-északra 2 1/4 mfd., 160 kath., 42 evang., 10 zsidó lak. Kath. paroch. templom. Rétje, legelője, erdeje elég. F. u. a Sztankay nemzetség.”
1920 előtt Sáros vármegye Girálti járásához tartozott.

## Népessége
| Év:            | 1994. | 2004.   | 2014.   | 2024.   |
| -------------- | ----- | ------- | ------- | ------- |
| Emberek száma: | 528   | 549     | 527     | 563     |
| Eltérés:       |       | +3,97 % | -4,00 % | +6,83 % |

| Év:            | 2023. | 2024.   |
| -------------- | ----- | ------- |
| Emberek száma: | 545   | 563     |
| Eltérés:       |       | +3,30 % |

A településnek 1910-ben 213, túlnyomórészt szlovák lakosa volt.
2001-ben 562 lakosából 550 szlovák volt.
2011-ben 544 lakosából 537 szlovák.